# Вернис (Луизијана)
Вернис (енгл. Bernice) град је у америчкој савезној држави Луизијана.

## Демографија
По попису из 2010. године број становника је 1.689, што је 120 (-6,6%) становника мање него 2000. године.
| Група             | 2000.         | 2010.         |
| Белци             | 647 (35,8%)   | 399 (23,6%)   |
| Афроамериканци    | 1.030 (56,9%) | 1.061 (62,8%) |
| Азијати           | 9 (0,5%)      | 1 (0,1%)      |
| Хиспаноамериканци | 120 (6,6%)    | 225 (13,3%)   |
| Укупно            | 1.809         | 1.689         |